# Stichopathes setacea
Stichopathes setacea is een Antipathariasoort uit de familie van de Antipathidae. De wetenschappelijke naam van de soort is voor het eerst geldig gepubliceerd in 1860 door Gray.